# 인구초등학교
인구초등학교는 대한민국 강원특별자치도 양양군에 있는 초등학교다.

## 학교 연혁
- 1922.08.24 인구공립보통학교 인가
- 1923.05.10 4년제 개교(2학급)
- 1926.03.23 제1회 졸업장 수여식(4년제)
- 1940.04.01 6학급 편성
- 1947.07.20 12학급 편성
- 1951.01.03 6.25 전쟁으로 교사 전소(비품, 장부 일체 소각)
- 1972.03.01 16학급 편성
- 1981.03.01 병설유치원 개원
- 2000.12.30 새학교 문화창조 우수교 교육감 표창
- 2001.12.27 학교교육계획서 실천 평가 우수교 교육감 표창
- 2002.12.30 학교평가 우수교 교육감 표창
- 2003.11.04 민속사료관 개관식 및 개교 80주년 기념행사
- 2009.12.24 2009학년도 학교평가우수학교, 교육과학기술부장관상 수상
- 2014.02.14 제89회 졸업식 거행(졸업생 총수 5,926명)
- 2014.09.01 제38대 교장 김원기 부임